# 土岐詮直
土岐 詮直（とき あきなお／あきただ、生年不詳 - 応永6年11月15日（1399年12月12日））は、室町時代の武将。父は土岐氏一族の土岐直氏、妻は従兄にあたる土岐康行の娘。別名は宮内少輔入道、肥田詮直

## 生涯
生誕年は不詳である。元服の際には当時の室町幕府第２代将軍・足利義詮から偏諱（「詮」の字）を受けたようである。詮直は父の後を継いで尾張守護代を務めた。
土岐氏は伯父・土岐頼康が初代将軍・足利尊氏以来の宿老として幕府で重きをなし、美濃・尾張・伊勢の守護にも任じられた有力な守護大名であったが、将軍専制を目指す第３代将軍・足利義満の時代になるとその大きな勢力を警戒されるようになった。
康応元年/元中6年（1389年）、義満は土岐宗家の土岐康行から尾張守護職を取り上げ、自身の側近である満貞（康行の弟）に与えた。反発した詮直は、尾張に赴任してきた満貞と黒田宿(現・愛知県一宮市木曽川町黒田)で合戦し撃退する。これを義満は康行と詮直による謀反であるとして土岐頼忠（詮直の叔父）らに征討を命じた。詮直は康行と共に抗戦したが敗れて没落した（土岐康行の乱）。
応永6年（1399年）、美濃守護・土岐頼益（頼忠の子）が応永の乱を起こした大内義弘を討伐するために和泉に出陣すると、詮直は美濃で700騎を率いて蜂起したが、急ぎ軍を返した頼益と長森で戦い敗死した。